# Żywodowka (stacja kolejowa)
Żywodowka (ros. Живодовка) – stacja kolejowa w miejscowości Żywodowka, w rejonie suchinickim, w obwodzie kałuskim, w Rosji. Położona jest na linii Moskwa – Briańsk – Kijów.